# Anna Maria Bietti Sestieri
Anna Maria Bietti Sestieri (7 dicembre 1942 – Roma, 2 luglio 2023) è stata un'archeologa italiana studiosa di protostoria.

## Biografia
Laureata in archeologia e specializzata con dottorato in archeologia pre e protostorica all’Università di Roma, è stata presidente dell'Istituto italiano di preistoria e protostoria, è stata docente ordinaria di preistoria e protostoria presso l'Università del Salento e per dieci anni, dal 2013 fino alla sua scomparsa, è stata socia dell'Accademia dei Lincei.
Tra i suoi studi più rilevanti si annovera lo scavo della necropoli di Osteria dell’Osa, nei pressi di Roma, che ha permesso di ottenere informazioni sulle società protostoriche dell'Italia centrale.
Il suo approccio alla ricerca ha aiutato a integrare l'attenzione antropologica nell'archeologia italiana, soprattutto per quanto riguarda la protostoria. Questo influsso proveniente dal mondo scientifico anglosassone ha incontrato resistenze nel contesto italiano, tradizionalmente caratterizzato da una metodologia più autarchica e talvolta di matrice germanica, causando divisioni e contrapposizioni all'interno della comunità accademica.
Sposata con Amilcare Bietti, è morta dopo una lunga malattia nel 2023.

## Riconoscimenti
- (1996) Europa Prize della Prehistoric Society[4].
- (1993-2023) Socia corrispondente dell'Archaeological Institute of America[5].

## Opere (parziale)
- Ripostigli di bronzi dell'Italia meridionale: scambi fra le due sponde dell'Adriatico, Roma, 1969.
- Due scuri a occhio di bronzo dalla grotta La Zinzulusa (Terra d'Otranto), 1969.
- Elementi per lo studio dell'abitato protostorico di Frattesina di Fratta Polesine, Rovigo, 1975.
- Contributo allo studio delle forme di scambio della tarda eta del bronzo nell'Italia continentale, Officine Grafiche Stianti, 1978.
- Gabii: dati e ipotesi preliminari sulla necropoli dell'Osteria dell'Osa, CNR, Roma, 1978.
- Ricerca su una comunità del Lazio protostorico : il sepolcreto dell'osteria dell'Osa sulla via Prenestina, De Luca, Roma, 1979.
- Preistoria e protostoria nel territoria di Roma, De Luca, Roma, 1984.
- Roma: archeologia nel centro., De Luca, Roma, 1985.
- Archeologia e antropologia, Quasar, Roma, 1987.
- The Mycenean connection and its impact on the central Mediterranean societies, 1988.
- La necropoli laziale di Osteria dell'Osa, Quasar, Roma, 1992.
- Protostoria: teoria e pratica, NIS, Roma, 1996.
- Il più antico abitato di Teramo, Museo civico archeologico, Teramo, 1999.
- Museo nazionale romano, Terme di Diocleziano, Electa, Milano, 2002.
- Terme di Diocleziano, Electa, Milano, 2002.
- Ugento: ricerche archeologiche sulla specchia artanisi e sul territorio circostante, Città di Ugento, 2009.
- L'Italia nell'età del bronzo e del ferro: dalle palafitte a Romolo, Carocci, Roma, 2010.
- The Iron Age community of Osteria dell'Osa : a study of socio-political development in central Tyrrhenian Italy, Cambridge University Press, Cambridge, 2009[6].